# Mvila
Mvila är ett departement i Kamerun.   Det ligger i regionen Södra regionen, i den södra delen av landet, 120 km söder om huvudstaden Yaoundé. Antalet invånare är 163 826.